# 量化基金
量化基金是指使用量化投资管理而非人类判断的投资基金。

## 量化投资过程
基于基金经理做出投资决策的方式，投资过程可以被划分为「質化」或「量化」。如果整個決策過程是由人為判断（或直觉），這個過程将被稱为「質化」；而当決策纯粹基于電腦數學模型完成时，该过程才能被稱为「量化」。
量化投资过程，从本质上讲，可分为三个关键部分：
输入系统：提供所有必要的输入，如市场数据和规则；
预测引擎：产生对价格和收益以及风险参数的估计；
投资组合构建引擎：使用优化器或基于启发式的系统组成投资组合。
这里的基金经理通常需要很强的数学和编程/计算机科学背景，因为他们的算法采用了建立在复杂数学基础上的高级优化方法。

## 中国
2021年8月，中国的量化百亿私募扩容至18家，包括鸣石投资、金锝资产、九坤投资、诚奇资产、明汯投资、进化论资产、灵均投资、盛泉恒元、启林投资、九章资产、宁波幻方量化、衍复投资、千象资产、天演资本、黑翼资产、因诺资产、呈瑞投资、佳期投资。其中部分量化私募的规模甚至超过了500亿。